# 建业大道站
建业大道站位于中华人民共和国江西省南昌市新建区经济技术开发区经开大道与汇贤大道交叉口北侧，是南昌地铁1号线的地铁车站。

## 车站结构
建业大道站为高架三层岛式站台车站。
车站南侧为建北明挖段～拆分工作井盾构区间，上下行隧道将从明挖段的左右线并排逐步变成上下重叠布置，其中上线（右线）在下方，以方便在拆分工作井连接前往定子山的双线联络线。

### 楼层
| 3层 |                    | █ 1号线 往昌北机场（汇贤大道） |  |  |
|     | 岛式站台，左侧开门 |                                |  |  |
|     |                    | █ 1号线 往麻丘（定子山）       |  |  |
| 2层 | 站厅               | 自动售票机、客服中心、洗手间   |  |  |
| 1层 | 地面               | 出入口                         |  |  |

### 出入口
| 编号                   | 指示         | 图片 | 建议前往的目的地                         |
| ---------------------- | ------------ | ---- | ---------------------------------------- |
| 出口 · 1L              | 经开大道东侧 |      | 建业大道                                 |
| 出口 · 2L · 升降机标志 | 经开大道西侧 |      | 南昌欣旺达新能源有限公司、丰树南昌物流园 |
| 註： 設有              |              |      |                                          |

## 历史
本站在二期规划调整公示时称作建业大道站，环评及建设时称作建业大道西站，最终正式站名又改回建业大道站。
2022年9月16日建业大道西站至北山站区间明挖过渡段及拆分工作井区间右线盾构机顺利始发，使用本地制造的“南昌1号”盾构机。
2023年3月19日右线贯通。
2023年05月13日建北明挖段～拆分工作井区间左线顺利贯通。
2025年6月28日，车站随1号线北延线开通而启用。